# Грациозная мурена-ехидна
Грациозная мурена-ехидна (лат. Echidna delicatula) — вид лучепёрых рыб семейства муреновых (Muraenidae). Распространены в Индо-Тихоокеанской области. Максимальная длина тела 65 см.

## Описание
Тело вытянутое, угреобразное, немного сжато с боков. Максимальная длина тела 65 см. Высота тела у жаберных отверстий укладывается 14—17 раз в длину тела. Кожа голая, покрыта слизью. Зубы конической формы, на верхней челюсти расположены в 2 ряда. Около 9—13 крупных зубов на межчелюстной кости образуют полукруг. На сошнике зубы расположены в 2 ряда. Спинной плавник начинается на голове перед жаберными отверстиями, тянется до хвостового плавника и соединяется с ним. В свою очередь хвостовой плавник соединяется с анальным плавником, который доходит до анального отверстия, расположенного в середине тела. Грудные и брюшные плавники отсутствуют.
Тело и плавники желтовато-коричневые с мелкими крапинками коричневого цвета, что создаёт червеобразный сеточный рисунок. Радужная оболочка глаза жёлтая.

## Ареал и места обитания
Распространены в тропических и субтропических водах Индо-Тихоокеанской области от Шри-Ланка до Самоа и на север до юга Японии. Обитают в коралловых рифах на глубине от 1 до 30 м.